# 7 d'or
I 7 d'or o sept d'oro sono premi della televisione francese, consegnati in una cerimonia trasmessa in TV.
Organizzata dalla rivista di programmi televisivi Tele 7 Jours, la cerimonia ha avuto luogo tra il 1985 ed il 2003 (ma non è stata trasmessa in televisione l'anno scorso). Per ogni trofeo, personaggi, programmi e lavori sono stati nominati sia dal pubblico che da professionisti.
Nel 2005, alcuni mezzi di informazione parlano di un possibile ritorno del 7 d'or prodotto da Endemol, poi nel 2008, una rinascita è annunciata da Direct 8.